# Lycia ypsilon
Lycia ypsilon là một loài bướm đêm trong họ Geometridae.